# Віктор (Коцаба)
Митрополит Віктор (справжнє ім'я Володимир Дмитрович Коцаба; 5 червня 1983, Старі Кути, Косівський район, Івано-Франківська область, УРСР) — митрополит Хмельницький та Старокостянтинівський УПЦ (МП), голова Адміністративного апарату Київської митрополії УПЦ (МП), Голова представництва УПЦ (МП) при європейських міжнародних організаціях.
Тезоіменитство — 24 листопада (мч. Віктора Дамаського).

## Біографія
Народився 5 червня 1983 року в селі Старі Кути Косівського району Івано-Франківської області,1998 року закінчив місцеву неповну середню школу. У 2000 році закінчив Косівську гімназію, де отримав повну середню освіту.
З 1992 по 1997 роки навчався в Кутській дитячій музичній школі.
З 2000 по 2004 роки навчався в Київській духовній семінарії.
З 2004 по 2007 роки навчався в Київській духовній академії, яку закінчив зі ступенем кандидата богослов'я за наукову роботу на тему: «Предстоятель Української православної церкви Блаженніший Митрополит Володимир — видатний діяч Православ'я», яка до 15-річчя Первосвятительського служіння Митрополита Володимира була видана книгою під назвою «Право правящий слово Истины».
З 2002 по 2008 роки навчався на заочному відділенні юридичного факультету Київського національного університету ім. Шевченка, по закінченні якого отримав повну вищу освіту за спеціальністю «Правознавство».
3 липня 2007 року прийнятий на викладацьку діяльність в Київську духовну академію і семінарію. 1 вересня 2007 року призначений завідувачем канцелярією КДАіС. 10 квітня 2008 року — вчений секретар Київської духовної академії.
20 липня 2008 року митрополитом Сабоданом в Трапезному храмі Святої Успенської Києво-Печерської Лаври рукоположений у сан диякона.
28 липня 2008 року, в день пам'яті святого рівноапостольного князя Володимира, Святішим Патріархом Московським і всієї Русі Алексієм II (Рідігером) в Успенському соборі Києво-Печерської Лаври рукоположений в сан священника з возложенням наперсного хреста.
21 вересня 2008 року, в день престольного свята академічного храму Різдва Пресвятої Богородиці, возведений в сан протоієрея. У 2009 році до дня Святої Пасхи нагороджений хрестом з прикрасами.
З 1 вересня 2010 року настоятель парафії на честь ікони Божої Матері «Неопалима Купина» в селі Плюти Обухівського району Київської області.
18 березня 2012 року в Хрестопоклонну неділю до дня Святої Пасхи нагороджений митрою.
19 червня 2012 року указом Блаженнішого Митрополита Київського і всієї України Володимира призначений головою Адміністративного апарату Київської Митрополії УПЦ (МП).
29 серпня 2012 року, в зв'язку з новим призначенням, звільнений з посади вченого секретаря Київської духовної академії. З травня 2013 року ведучий офіційної телепрограми Української православної церкви «Православний вісник».
9 листопада 2014 року рішенням Вченої ради Київської духовної академії надано вчене звання доцента.
20 березня 2015 року у храмі преподобного Феодосія Печерського в Дальніх печерах Києво-Печерської Лаври Блаженнішим Митрополитом Київським і всієї України Онуфрієм пострижений у чернецтво з іменем Віктор, на честь мученика Віктора Дамаського (пам'ять 24 листопада).
10 квітня 2015 року до дня Святої Пасхи нагороджений хрестом з прикрасами, а 17 травня 2015 року возведений в сан архімандрита.
28 липня 2016 року, в день пам'яті святого рівноапостольного князя Володимира, з нагоди святкування 1000-ліття давньоруського чернецтва на Афоні нагороджений другим хрестом з прикрасами.

## Архиєрейське служіння
27 травня 2017 року на засіданні синоду (журнал № 14), яке проходило в рамках святкування 25-річчя Харківського собору єпископів у м. Харкові, обраний єпископом Баришівським, вікарієм Київської Митрополії і призначений головою новоутвореного Представництва Української православної церкви при європейських міжнародних організаціях.
3 червня 2017 року в Свято-Троїцькому домовому храмі при резиденції Предстоятеля УПЦ (МП) у Свято-Пантелеімонівському жіночому монастирі в Феофанії відбувся чин наречення у єпископа.
5 червня 2017 року у Свято-Троїцькому соборі Києва відбулася архієрейська хіротонія, яку очолив митрополит Онуфрій у співслужінні 20 архієреїв УПЦ (МП).
4 січня 2018 року призначений керуючим Східним Київським вікаріатством Київської єпархії УПЦ МП.
В червні 2019 року відвідав православну Асамблею в Грузії з депутатом ОПЗЖ Вадимом Новинським, було позначено як єпископа РПЦ в англійському і російському варіантах.
11 травня 2021 року призначений настоятелем Свято-Ольгинського собору Києва.
17 серпня 2022 року був удостоєний сану архієпископа.
3 квітня 2023 року синод призначив його архієпископом «Хмельницьким і Старокостянтинівським».
17 серпня 2024 року був удостоєний сану митрополита.
31 жовтня 2024 в числі 17 (із 53) правлячих і 14 (із 58) вікарних архієреїв УПЦ МП підписав заяву, в якій засудив анексію Російською православною церквою Донецької єпархії, зняття її керівника митрополита Іларіона і заміни на росіянина, уродженця Рязанської області Росії, архієрея з Далекого Сходу.

## Нагороди
- Грамота синоду УПЦ (МП) в пам'ять святкування 15-ліття Архієрейського Харківського Собору (2007 рік)
- Орден святого рівноапостольного князя Володимира III ст. (2008 рік)
- Грамота синоду УПЦ (МП) в пам'ять святкування 1020-річчя Хрещення Русі (2008 рік)
- Орден УПЦ (МП) святого благовірного князя Ярослава Мудрого (2013 рік)
- Грамота Синоду Білоруської Православної Церкви в пам'ять святкування 1025-річчя Хрещення Русі (2013 рік)

## Наукові праці
- Коцаба В. Предстоятель УПЦ (МП) Блаженніший Митрополит Володимир — видатний діяч Православ'я // канд. дис. 2007.
- Коцаба В. Право правящий слово Истины. Киев, 2007. 391 с.
- Коцаба В., прот. Зимова резиденція князя Володимира — Зимненський Святогорський Успенський жіночий монастир // Труди Київської духовної академії. № 9. 2008. С. 255—268.
- Коцаба В., прот. О некоторых аспектах распространения Брестской церковной унии в Польско-Литовском государстве // ТКДА. № 10. 2009. С. 207—219.
- Коцаба В., прот. Киевский митрополит Варлаам Ясинский — покровитель Киево-Могилянской коллегии-академии // ТКДА. № 11. 2009. С. 99-106.
- Коцаба В., прот. Блаженнейший Митрополит Владимир — покровитель Киевских духовных школ. Актовая речь // ТКДА. № 13. 2010. С. 29-39.
- Protoiereu Vladimir Coţaba. Problema canonizării ierarhului Petru Movilă în Biserica Ortodoxă Ucraineană // Volumul cuprinde comunicările ştiinţifice susţinute în cardul Simpozionului Internaţional Mărturisirea de credinţă — locul şi rolul ei în Tradiţia Bisericii Ortodoxe — laşi, 15-16 octombrie 2012. P. 147—152.